# The CW
The CW Television Network, häufiger als The CW bezeichnet, ist ein US-amerikanisches Fernseh-Network, das am 18. September 2006 seinen Sendebetrieb aufnahm.
Das Network ging aus der Fusion der beiden Networks United Paramount Network (UPN) und The WB Television Network (The WB) hervor, wobei einige Sendungen übernommen wurden. Die beiden Networks stellten im Zuge der Fusion im September 2006 ihren eigenständigen Betrieb ein. The CW, das sich auf die Zielgruppe der 18- bis 34-Jährigen konzentriert, ist ein Gemeinschaftsunternehmen der CBS Corporation, dem Eigentümer von UPN, und Warner Bros. Discovery, dem Mehrheitseigner von The WB. Der Name „CW“ setzt sich aus den Anfangsbuchstaben der beiden Unternehmen zusammen (CBS und Warner Bros.). CW Seed (ursprünglich CWD oder CW Digital Studio genannt) ist ein Produktionszweig, der originäre Inhalte exklusiv für digitale Plattformen erstellt und sich auf die Bereiche Animation, Gameshows, Comedy und digitale Persönlichkeiten konzentriert.

## Geschichte
UPN und The WB begannen beide ihren Sendebetrieb im Januar 1995. Zu dieser Zeit gelang es FOX erstmals, einen erwähnenswerten Marktanteil in der US-Fernsehlandschaft zu erkämpfen. Trotz einiger quotenstarker Serien gelang es den Networks in ihrer elfjährigen Geschichte nicht den Erfolg von FOX zu erreichen oder sogar mit den „Big Three“ (ABC, CBS und NBC), die den US-Fernsehmarkt dominieren, zu konkurrieren. UPN konzentrierte sich zunehmend auf Comedy-Serien, die insbesondere auf die afroamerikanische Bevölkerung der USA ausgerichtet war. Dagegen versuchte sich The WB an Drama-Serien, die die Zielgruppe der 18- bis 34-Jährigen ansprechen sollten. Während UPN jahrelang nur einen geringen Marktanteil vorzuweisen hatte, konnte The WB seinen Marktanteil stetig ausbauen. Seit 2003 gelang es jedoch The WB nicht mehr, neuartige und erfolgreiche Serien zu starten, wodurch der Marktanteil schnell sank. Infolge der relativ niedrigen Einschaltquoten machten beide Networks insgesamt einen Verlust von fast 2 Milliarden US-Dollar, so dass die Betreiber von UPN und The WB am 23. Januar 2006 die Fusion der Networks zu The CW verkündeten.
The CW konzentriert sich, wie bereits seine Vorgänger UPN und The WB, auf die Zielgruppe der 18- bis 34-Jährigen. Die Betreiber CBS Corporation und Warner Bros. Entertainment erhoffen sich aus der Kombination der besten Programme und der stärksten Fernsehstationen, dass The CW irgendwann mit den großen Networks ABC, CBS, NBC und FOX gleichziehen wird. Im Gegensatz zu den großen Networks hat The CW derzeit jedoch keine Pläne nationale Nachrichten- und Sportformate zu senden.
The WB beendete seinen Sendebetrieb am 17. September 2006 mit einer Übertragung der Pilotfilme seiner erfolgreichsten Serien (Felicity, Buffy – Im Bann der Dämonen, Angel – Jäger der Finsternis und Dawson’s Creek).
Die letzte Sendung von UPN am 15. September 2006 bestand aus der üblichen Übertragung von WWE Friday Night SmackDown. Das unspektakuläre Ende des Networks war nicht überraschend, da UPN in vielen Gebieten der USA nicht mehr länger empfangen werden konnte. Dies war dadurch begründet, dass seit dem 5. September 2006 viele ehemalige UPN-Stationen das Programm von MyNetworkTV übertragen. MyNetworkTV wurde von FOX als Reaktion auf die Fusion von UPN und The WB zu The CW gegründet.

## Reichweite
The CW kann in den gesamten USA sowie in Kanada, Mexiko und Puerto Rico empfangen werden. Das Network verfügt über 174 angegliederte Fernseh-Stationen, die zusammen 95,3 % der USA und über 105 Millionen Fernseh-Haushalte abdecken. 16 Stationen stellt die Tribune Company (ehemaliger Anteilseigner The WB) und weitere 11 Stationen steuert die CBS Television Stations Group hinzu. Gemeinsam erreichen diese 27 Stationen 48 % der USA, alle anderen Bereiche werden mit Fernseh-Stationen erreicht, die weder Tribune noch CBS gehören.
Nicht alle ehemaligen UPN- und The-WB-Stationen übertragen auch das Programm von The CW. In jedem Fernsehmarkt wurde die „stärkste“ Station ausgewählt, in seltenen Fällen auch eine ganz andere. Die verbleibenden Stationen sind entweder unabhängig geworden oder übertragen nun das Programm von MyNetworkTV. FOX besitzt diverse ehemalige UPN-Stationen und stand nach der Ankündigung der Fusionspläne von UPN und The WB vor dem Problem, dass auf den eigenen Stationen in Kürze kein Primetime-Programm mehr ausgestrahlt würde. Daher gründete FOX selbst ein neues Network (MyNetworkTV), das nun von vielen ehemaligen UPN- und The-WB-Stationen übertragen wird.
Im Gegensatz zu UPN und The WB hatte The CW von Anfang an eine sehr große Reichweite. So erreichten die beiden Vorgänger-Networks selbst nach ihrer elfjährigen Sendezeit nur 85 % der USA – The CW selbst und das neue Konkurrenz-Network MyNetworkTV haben eine Reichweite von über 95 %.

## Programmplan
The CW übernahm das 30 Stunden wöchentlich umfassende Programmschema von The WB. Das Network sendet 13 Stunden in der Primetime – Montag bis Freitag von 20:00 bis 22:00 Uhr und Sonntag von 19:00 bis 22:00 Uhr. Außerdem wird Programm am Sonntag von 15:00 bis 19:00 Uhr (Wiederholungsblock) und wochentags von 15:00 bis 17:00 Uhr (Wiederholungsblock mit Serien, die nicht auf The CW laufen) übertragen. Zusätzlich sendet das Network jeden Samstagmorgen einen fünfstündigen Trickfilmblock (Kids’ WB on The CW).
Am 18. Mai 2006 gab The CW seinen ersten Primetime-Programmplan für die im September beginnende Fernseh-Saison 2006/2007 bekannt. Aufgrund der Zusammenlegung zweier Network-Programmpläne kam es zu zahlreichen Absetzungen. Bei UPN fielen ausschließlich afroamerikanische Comedy-Serien (Half And Half, One On One, Love, Inc. und Eve) der Fusion zum Opfer. Bei The WB traf es neben einigen Comedy-Serien (Twins, Related, und Hallo Holly) auch die neben Gilmore Girls am meisten gelobte Serie von The WB, Everwood. The CW und die Produzenten von Charmed – Zauberhafte Hexen hatten sich im Zuge der Fusion bereits vor der Bekanntgabe des Programmplanes auf eine Einstellung der Serie geeinigt.
Überraschend verlängerte The CW die von den Kritikern hoch gelobte aber quotenschwache Serie Veronica Mars und das ebenfalls quotenschwache One Tree Hill. Auch Eine himmlische Familie erhielt von The CW eine weitere Staffel, obwohl die Serie bereits vom Vorgänger-Network The WB abgesetzt wurde. Die seit 2005 auf The WB ausgestrahlte Mysteryserie Supernatural wird seit 2006 auf The CW weitergeführt.
Für die Programmsaison 2008/2009 wurden zwei neue Serien, darunter 90210, ein Spin-off zu Beverly Hills, 90210 und weitere Doku-Soaps produziert. Im Jahr 2009 begann der Sender die Ausstrahlung der Mysteryserie Vampire Diaries, der kurzlebigen Jugendserie The Beautiful Life und der Neuauflage Melrose Place.
2010 startete das Reboot Nikita der von 1997 bis 2001 ausgestrahlten Actionserie. Für den Herbst 2011 wurden die Serien The Secret Circle, die auf dem Roman von L. J. Smith basiert, der auch schon die Vorlage zu der Serie Vampire Diaries lieferte, Hart of Dixie sowie Ringer bestellt. Für die Season 2012–2013 hat The CW mit insgesamt fünf neuen Serien eine für den Sender übermäßig große Anzahl bestellt, darunter Arrow, Beauty and the Beast, The Carrie Diaries, Cult und Emily Owens. Als erste Serie für die Season 2013–2014 erhielt das Vampire-Diaries-Spin-off The Originals grünes Licht, gefolgt von The Tomorrow People, The 100, Reign und Star-Crossed. Für die Season 2014–2015 wurde das Arrow-Spin-off The Flash sowie die auf dem DC Comics basierende Fernsehserie iZombie bestellt. Außerdem erhielten The Messengers und Jane the Virgin eine Serienbestellung. Am 5. Oktober 2016 wurde die Pilotenfolge der Serie Frequency erstmals ausgestrahlt.